# 霍建强

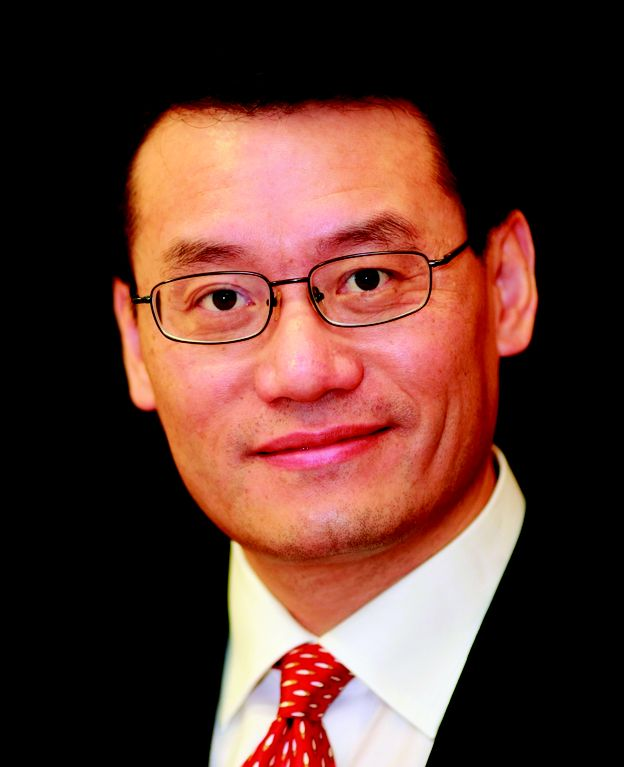

霍建强（Raymond Huo MP ）是一名新西兰政治人物。2008年，他第一次以新西兰工党党员当选国会议员。他是前任新西兰国会法制委员会主席，並於2020年退出政壇。
出生于中国安徽潜山县，父亲是一名医生。霍建强2008年当选国会议员，先后任新西兰国会财经委员会（第49届）、法制委员会（50届）和商业委员会（51届）常委。是“新西兰中文周” 慈善信托发起人及联席主席。中国政法大学荣誉教授及优秀校友。
出版著作七种，包括《海外创出四重天 —- 在新西兰做国会议员、律师、记者和诗人》（北京师范大学出版社2011版）和《蓝天白云》 (中国外文局朝华出版社2015版)以及2017新西兰中文周献礼专题作品（合编）《飞翔的奇异鸟 —— 新西兰中小学生演讲集中英对照》（高等教育出版社）。
霍建强于2011年着手创立「新西兰中文周」， 确定每年9月的第二个星期为全国性的中文周。